# Еріх Вюрдеманн
Еріх Вюрдеманн (нім. Erich Würdemann; 15 січня 1914, Гамбург — 12 липня 1943, Атлантичний океан) — німецький офіцер-підводник, капітан-лейтенант крігсмаріне. Кавалер Лицарського хреста Залізного хреста.

## Біографія
1 квітня 1933 року вступив на флот. Служив на ескадрених міноносці «Пауль Якобі», на якому в 1939/40 роках здійснив 11 бойових походів. В листопаді 1940 року переведений в підводний флот. Як вахтовий офіцер здійснив 1 похід на підводному човні U-43, яким командував Вольфганг Лют. З 15 вересня 1941 року — командиром U-506, на якому зробив 5 походів (провівши в морі в цілому 344 дні). В другому поході потопив 9 кораблів, а в третьому взяв участь в порятунку вцілілих з транспорту «Лаконія». Пізніше човен Вюрдеманна був переведений в Індійський океан. 12 липня 1943 року U-506 був потоплений американським літаком В-24 «Ліберейтор». 6 членів екіпажу вціліли, 48 (включаючи Вюрдеманна) загинули.
Всього за час бойових дій потопив 15 кораблів загальною водотоннажністю 76 714 тонни і пошкодив 2 кораблі водотоннажністю 23 358 тонн.
| Дата            | Назва корабля                          | Тип               | Тоннаж | Вантаж | Екіпаж | Загинули | Країна             |
| --------------- | -------------------------------------- | ----------------- | ------ | --- | ------ | -------- | ------------------ |
| 3 травня 1942   | Sama                                   | Торговий теплохід | 567    | Банани | 14     | 0        | Нікарагуа          |
| 10 травня 1942  | Aurora (пошкоджений)                   | Тепловий танкер   | 7,050  | Баласт (вода) | 50     | 1        | США                |
| 13 травня 1942  | Gulfpenn                               | Паровий танкер    | 8,862  | 104 181 барелів мазуту | 38     | 13       | США                |
| 14 травня 1942  | David McKelvy (безповоротно втрачений) | Паровий танкер    | 6,821  | 81 000 барелів сирої нафти | 42     | 17       | США                |
| 16 травня 1942  | Sun (пошкоджений)                      | Тепловий танкер   | 9,002  | Баласт (вода) | 42     | 0        | США                |
| 16 травня 1942  | William C. McTarnahan (пошкоджений)    | Тепловий танкер   | 7,306  | Баласт (вода) | 45     | 18       | США                |
| 17 травня 1942  | Gulfoil                                | Паровий танкер    | 5,189  | 54 000 барелів дизельного палива, збагаченого газу і нафти                                                                           | 40     | 21       | США                |
| 19 травня 1942  | Heredia                                | Торговий пароплав | 4,732  | 1500 тонн бананів і кави | 62     | 36       | США                |
| 20 травня 1942  | Halo                                   | Паровий танкер    | 6,986  | 64 103 барелів сирої нафти | 42     | 39       | США                |
| 28 травня 1942  | Yorkmoor                               | Торговий пароплав | 4,457  | 6700 тонн бокситів | 45     | 0        | Британська імперія |
| 31 травня 1942  | Fred W. Green                          | Торговий пароплав | 2,292  | 725 тонн військових товарів і генеральних вантажів, в тому числі 48 вантажівок, будівельної техніки, пива, сигарет і 48 мішків пошти | 41     | 5        | Британська імперія |
| 21 серпня 1942  | City of Wellington                     | Торговий пароплав | 5,733  | 5000 тонн генеральних вантажів, 2000 тонн мідної руди і 500 тонн хромової руди                                                       | 73     | 7        | Британська імперія |
| 23 серпня 1942  | Hamla                                  | Торговий пароплав | 4,416  | Марганцева руда | 42     | 42       | Британська імперія |
| 5 вересня 1942  | Myrmidon                               | Торговий теплохід | 6,278  | 4000 тонн генеральних вантажів, включаючи державні товари і вибухівку                                                                | 245    | 0        | Британська імперія |
| 13 вересня 1942 | Lima                                   | Торговий теплохід | 3,764  | 2500 тонн марганцевої руди, 2500 тонн чаю і 1500 тонн тютюну                                                                         | 33     | 3        | Швеція             |
| 30 вересня 1942 | Siam II                                | Торговий теплохід | 6,637  | 3502 тонни бавовни, 5498 тонн генеральних вантажів і зерна                                                                           | 39     | 0        | Британська імперія |
| 7 березня 1943  | Sabor                                  | Торговий пароплав | 5,212  | 1100 тонн баласту (сіль) і 63 мішки пошти                                                                                            | 58     | 7        | Британська імперія |
| 9 березня 1943  | Tabor                                  | Торговий теплохід | 4,768  | Баласт (200 тонн солі у мішках) | 46     | 12       | Норвегія           |

## Звання
- Кандидат в офіцери (1 квітня 1933)
- Морський кадет (23 вересня 1933)
- Фенріх-цур-зее (1 липня 1934)
- Лейтенант-цур-зее (1 жовтня 1936)
- Оберлейтенант-цур-зее (1 червня 1938)
- Капітан-лейтенант (1 листопада 1940)

## Нагороди
- Медаль «За вислугу років у Вермахті» 4-го класу (4 роки; 1 квітня 1937)
- Залізний хрест
  - 2-го класу (24 квітня 1940)
  - 1-го класу (18 червня 1942)
- Нагрудний знак есмінця (23 жовтня 1940)
- Нагрудний знак підводника (26 березня 1942)
- Відзначений у Вермахтберіхт
  - «Човни під командуванням капітан-лейтенантів Турманна, Вюрдеманна і Фолькерса відзначилися успіхом в американських водах.» (22 травня 1942)
- Лицарський хрест Залізного хреста (14 березня 1943)